# Jerome Barkum
Jerome Barkum (Gulfport, 18 luglio 1950) è un ex giocatore di football americano statunitense che ha giocato nel ruolo di tight end e wide receiver per tutta la carriera con i New York Jets della National Football League (NFL).

## Carriera
Barkum fu scelto dai Cincinnati Bengals come nono assoluto nel Draft NFL 1972. L'anno successivo fu convocato per il suo unico Pro Bowl nel ruolo di wide receiver. La sua ricezione più celebre nella NFL avvenne allo Shea Stadium nel 1981 in una gara contro i Miami Dolphins negli ultimi secondi, dando la vittoria ai Jets per 16-15. Quell'anno i Jets raggiunsero i playoff per la prima volta dalla loro sconfitta contro i Kansas City Chiefs del 1969. Barkum fu anche parte della formazione di New York del 1982-83 che raggiunse la finale della AFC.

## Palmarès
- Convocazioni al Pro Bowl: 1

1973